# Carlos Márquez González
Carlos Javier Márquez González (Pontevedra, España, 9 de diciembre de 1973), conocido como Chenlli, es un exjugador español de fútbol sala que militó en las filas de equipos de primera división . Su demarcación es portero.

## Biografía
Chenlli se dio a conocer en el fútbol sala español durante el Campeonato de España de Selecciones Autonómicas Sub-21, cuando conquistó el título junto a sus compañeros de la Selección Gallega. Poco después fichó por el equipo de su ciudad, el Rías Baixas, en la temporada 1995/1996, equipo en el que defendió la portería durante 4 temporadas, hasta la 99/00, cuando se consumó el descenso de categoría de la formación pontevedresa.
La temporada siguiente, evitando jugar en una categoría inferior, ficha por O'Parrulo de Ferrol, con el que juega dos temporadas antes de llegar al equipo con el que lograría sus mayores éxitos deportivos, el Azkar Lugo FS.
En la temporada 02/03 ficha por el equipo lucense, recién ascendido de la División de Plata, logrando mantener la categoría y conquistando la Copa Xunta de Galicia, así como el premio al equipo más deportivo de la División de Honor. La temporada siguiente el Azkar juega por primera vez los playoffs por el título cayendo ante uno de los mejores equipos del mundo en cuartos de final, ElPozo Murcia, y repite éxito en la Copa Xunta de Galicia.
En la temporada 2004/05 el Azkar forma un equipo ilusionante con el que llega a clasificarse para la Copa de España por primera vez, dando la sorpresa al llegar a la final donde caerían contra el por entonces mejor equipo del mundo, el Interviú Fadesa.
En noviembre de 2005 logra su título más importante a nivel de clubes, cuando se coronan campeones de la Recopa de Europa de Fútbol Sala, con un Chenlli inconmensurable a lo largo de toda la competición. Ese sería su penúltimo título como jugador del Azkar Lugo FS, ya que justo un año más tarde, el equipo lucense se alzaría por cuarta vez en su historia con la Copa Xunta de Galicia. En la final, disputada contra el Autos Lobelle de Santiago Fútbol Sala, el partido se decidió en los penaltis y el autor del gol de la victoria fue el portero del Azkar.
Al finalizar la temporada 2006/2007, Chenlli decide volver a su ciudad natal con el proyecto de lograr la permanencia con el recién ascendido Leis Pontevedra FS, donde compite partido tras partido con Luis Marimón en la portería, quien casualmente fue el portero al que le marcó en la Copa Xunta de Galicia.
Después de dos años en el Leis Pontevedra FS, firma un contrato con un equipo de la División de Honor de Rumanía, el Design Construct Brasov.
Tras su paso por Rumania vuelve a Galicia donde se incorpora a la disciplina del Grupo7a9.
En el año 2012 firma con el equipo de Vilagarcia de Arosa Automoción la Junquera pero tras la desaparición de este con la temporada ya iniciada vuelve de nuevo a las filas del C.D. Grupo 7a9 CAFyD como integrante del cuerpo técnico y jugador de su equipo que milita en la Tercera División Nacional de Fútbol Sala.
En la temporada 2013/14 da un nuevo salto a su carrera y ficha por el Leis Pontevedra F.S..

## Trayectoria Profesional
-Rias Baixas FS (División de Honor) - 1995/1996 a 1999/2000
-O'Parrulo Ferrol (División de Honor) - 2000/2001 a 2001/2002
-Azkar Lugo FS (División de Honor) - 2002/2003 a 2006/2007
-Leis Pontevedra FS (División de Honor) - 2007/2008 
-Design Construct Brasov (División de Honor)[Rumania] - 2008-2009
- C. D. Grupo 7a9 (Provincial) - 2009-2010
- C. D. Grupo 7a9 CAFyD (Provincial) - 2011- 2012
- Automoción la Junquera (2ºB Nacional) - 2012
- C. D. Grupo 7a9 CAFyD (Tercera División Nacional) 
- Leis Pontevedra F.S.

## Palmarés
-Copa de España de Selecciones Autonómicas Sub-21 (Campeón)
-Copa Xunta de Galicia (Campeón) - 2002, 2003 y 2006
-Copa Xunta de Galicia (Subcampeón) - 2005
-Recopa de Europa (Campeón) - 2005
-Copa de España (Subcampeón) - 2005
-Supercopa de España (Subcampeón) - 2005